# Vegyérték
A hagyományos értelmezés szerint az a szám, amely megmutatja, hogy az adott kémiai elem egy atomja hány hidrogénatomot képes lekötni vagy vegyületeiben helyettesíteni. Ma a vegyérték fogalma már elavult, bár a szó használata eléggé elterjedt. A kifejezés tulajdonképpen kötéstípusonként mást és mást jelent: ionos kötésnél gyakran azonosítják az ion töltésszámával, kovalens kötésnél egy molekulában az adott atomhoz tartozó kötőelektronpárok számát adja meg. Ez utóbbi esetben kovalens vegyértékről beszélünk.